# Agent 86
 (décembre 2021).
Agent 86 est un groupe de punk hardcore américain. Le seul membre constant depuis sa formation en 1981 était le chanteur et guitariste Mike Briggs. Jusqu'à sa séparation en 2019, le groupe était l'un des plus anciens groupes du genre encore en activité aux États-Unis.

## Biographie
L'Agent 86 est formé en 1981 à Arcata, dans le nord de la Californie ; tous les membres étaient à l'époque étudiants à l'université d'État de Humboldt. Le nom du groupe correspond au nom de code de l'agent Maxwell Smart dans la série télévisée américaine Mini-Max, dont le chanteur Briggs était un grand fan. L'EP Apartheid American Style, sorti en 1986, est produit par Joe « Shithead » Keithley du groupe de punk hardcore canadien DOA et publié par le label du groupe, Arcatones. Le batteur Eric Strand jouait avec Victims Family après son départ d'Agent 86. Au début des années 1990, le groupe effectue deux tournées européennes, notamment en 1992 avec le groupe américain Jawbreaker et le groupe norvégien Punishment Park, en Belgique, en France, en Italie, en Norvège et en Yougoslavie alors en guerre. En Belgique, le groupe joue à cette occasion lors du premier Ieperfest.
Après la tournée financièrement désastreuse de 1992, Mike Briggs et sa femme de l'époque, la bassiste Michelle Orgill, déménagent à Eugene, puis à Washington, Seattle et enfin Las Vegas en 2008. Dans ses différents lieux de résidence, Briggs relance Agent 86 en changeant de musiciens, ce qui porte le nombre d'anciens membres du groupe à environ 50 ; rien qu'entre 2008 et 2014, le groupe a employé 14 batteurs. Pour limiter les changements fréquents, la bassiste Ms. B Haven, la nouvelle épouse de Briggs, est passée de la basse à la batterie. La fille de Briggs, London, née vers 2006, a travaillé occasionnellement pour le groupe en tant que chanteuse de fond à partir d'au moins 2014.
Dans les années 2010, Mike Briggs est atteint d'un cancer du côlon. En 2011, le groupe effectue une tournée aux États-Unis. En février 2018, Briggs est amputé d'une jambe dans le cadre d'un problème de diabète. Le groupe a néanmoins continué à donner régulièrement des concerts jusqu'à ce que Briggs succombe à son cancer en avril 2019.

## Style musical
Le journaliste musical Steven Blush qualifie les premiers EP du groupe de « rasta-core » en raison des éléments de reggae et de ska qu'ils contiennent. Green Day cite Agent 86 comme l'une de ses premières influences. Mike Briggs décrit la musique de son groupe comme un mélange de punk rock et de hardcore mélodique. Les textes du groupe traitent principalement d'histoires quotidiennes et d'événements politiques actuels.

## Discographie

### Albums studio
- 1983 : Protect the Earth (EP, Counterpeace Records)
- 1985 : Scary Action (EP, Arcatones)
- 1986 : Apartheid American Style (EP, Arcatones)
- 1990 : Vietnam Generation (EP, New Wave Records)
- 1992 : Just Say No (New Wave Records)
- 1994 : Split avec Urban Navahos (Explicit Sounds)
- 2009 : Moslems Are the New Jews and Bush Is the New Hitler (District Records)
- 2014 : Jurassic Punk (Rastacore Records)

### Compilations
- 2004 : Punks and Pints – Seattle's Best Punk (Sliver Records, morceau Rally 'Round the Flag)

## Anciens membres
- Mike Briggs - guitare, chant
- Michael Loeks - guitare
- Ms. B Haven - basse (2014–2019)
- Jason - claviers
- Chris - basse (1981–??)
- Scott - basse (1981–1985)
- Bill Arkfeld - basse (1985–1990)
- Michelle Orgill - basse (1990-ca. 1995)
- Chris Piss - basse (2009)
- Ken McQueen - basse (2014)
- Eric Strand - claviers (1985–1986)
- Andrew Buffington - claviers (1986–1990)
- Rob Smith - claviers (1990–1991)
- Billy Ropple - claviers (1991)
- Wes Hambright - claviers (1991)
- Robert Perry - claviers (1991–1992)
- Karl Fowler - claviers (ca. 1995)
- Kasha - claviers (2009)